# Stade Barema Bocoum
El Stade Barema Bocoum es un estadio multiusos principalmente utilizado para partidos de fútbol ubicado en la ciudad de Mopti en Malí. Actualmente es la sede del Débo Mopti de la Segunda División de Malí.

## Historia
El estadio fue inaugurado en 2001 y su nombre es por el político Baréma Bocoum, originario de la ciudad. Fue utilizado como sede de la Copa Africana de Naciones 2002 en el partido de la fase de grupos entre Liberia y Nigeria, y el partido del tercer lugar entre Nigeria y Malí.